# Macrodasys indicus
Macrodasys indicus är en djurart som tillhör fylumet bukhårsdjur, och som beskrevs av Kutty och Balakrishnan Nair 1969. Macrodasys indicus ingår i släktet Macrodasys och familjen Macrodasyidae.
Artens utbredningsområde är Indiska oceanen. Inga underarter finns listade i Catalogue of Life.